# Анджера
Анджѐра (на италиански: Angera; на ломбардски: Ingera, Инджера) е градче и община в Северна Италия, провинция Варезе, регион Ломбардия. Разположено е на 193 m надморска височина, на източния бряг на езеро Лаго Маджоре. Населението на общината е 5552 души (към 2017 г.).